# Подлесе (гміна Тучемпи)
Подлесе (пол. Podlesie) — село в Польщі, у гміні Тучемпи Буського повіту Свентокшиського воєводства.
Населення — 221 особа (2011).
У 1975-1998 роках село належало до Келецького воєводства.

## Демографія
Демографічна структура на день 31 березня 2011 року:
|          | Загалом | Допрацездатний вік | Працездатний вік | Постпрацездатний вік |
| -------- | ------- | ------------------ | ---------------- | -------------------- |
| Чоловіки | 114     | 17                 | 83               | 14                   |
| Жінки    | 107     | 22                 | 55               | 30                   |
| Разом    | 221     | 39                 | 138              | 44                   |